# Sofia Open 2022
Sofia Open 2022 byl tenisový turnaj mužů hraný na profesionálním okruhu ATP Tour v aréně Armeec na dvorcích s tvrdým povrchem. Sedmý ročník Sofia Open probíhal mezi 26. zářím až 2. říjnem 2022 v bulharské metropoli Sofii.
Turnaj dotovaný 597 900 eury patřil do kategorie ATP Tour 250. Do dvouhry nastoupilo dvacet osm hráčů a ve čtyřhře startovalo šestnáct párů. Nejvýše nasazeným singlistou se opět stal jedenáctý tenista světa a dvojnásobný obhájce Jannik Sinner z Itálie. Jako poslední přímý účastník do hlavní soutěže nastoupil 122. hráč žebříčku, 38letý Španěl Fernando Verdasco .
V důsledku invaze Ruska na Ukrajinu na konci února 2022 řídící organizace tenisu ATP, WTA a ITF s grandslamy rozhodly, že ruští a běloruští tenisté mohli dále na okruzích startovat, ale do odvolání nikoli pod vlajkami Ruska a Běloruska.
První singlový titul na okruhu ATP Tour vybojoval 26letý Švýcar Marc-Andrea Hüsler, jenž ve čtvrtfinále odvrátil dva mečboly Majchrzakovi. Deblovou soutěž ovládli Brazilec Rafael Matos se Španělem Davidem Vegou Hernándezem, kteří získali čtvrtou společnou trofej v probíhající celkově i v probíhající sezóně.

## Rozdělení bodů a finančních odměn

### Rozdělení bodů
| Soutěž  | Soutěž | vítězové | finalisté | semifinalisté | čtvrtfinalisté | 16 v kole | 28 v kole | Q  | Q2 | Q1 |
| ------- | ------ | -------- | --------- | ------------- | -------------- | --------- | --------- | -- | -- | -- |
| dvouhra | [ 1 ]  | 250      | 150       | 90            | 45             | 20        | 0         | 12 | 6  | 0  |
| čtyřhra | [ 5 ]  | 250      | 150       | 90            | 45             | 0         | —         | —  | —  | —  |

### Finanční odměny
| Soutěž                                | Soutěž      | vítězové | finalisté | semifinalisté | čtvrtfinalisté | 16 v kole | 28 v kole | Q2      | Q1      |
| ------------------------------------- | ----------- | -------- | --------- | ------------- | -------------- | --------- | --------- | ------- | ------- |
| dvouhra                               | [ 1 ] [ 6 ] | 81 310 € | 47 430 €  | 27 885 €      | 16 160 €       | 9 380 €   | 5 730 €   | 2 870 € | 1 565 € |
| čtyřhra                               | [ 5 ]       | 28 250 € | 15 110 €  | 8 860 €       | 4 950 €        | 2 920 €   | —         | —       | —       |
| částka ve čtyřhrách je uvedena na pár |             |          |           |               |                |           |           |         |         |

## Dvouhra mužů

### Nasazení
| Stát                         | Hráč                | ATP | Nasazení |
| ---------------------------- | ------------------- | --- | -------- |
| Itálie                       | Jannik Sinner       | 11. | 1.       |
| Španělsko                    | Pablo Carreño Busta | 14. | 2.       |
| Bulharsko                    | Grigor Dimitrov     | 23. | 3.       |
| Itálie                       | Lorenzo Musetti     | 30. | 4.       |
| Dánsko                       | Holger Rune         | 31. | 5.       |
| Gruzie                       | Nikoloz Basilašvili | 36. | 6.       |
| Spojené království           | Jack Draper         | 46. | 7.       |
| Německo                      | Oscar Otte          | 52. | 8.       |
| Žebříček ATP k 19. září 2022 |                     |     |          |

### Jiné formy účasti
Následující hráčí obdrželi divokou kartu do hlavní soutěže:
- Dimitar Kuzmanov
- Alexandar Lazarov
- Stan Wawrinka

Následující hráči postoupili z kvalifikace:
- Geoffrey Blancaneaux
- Ugo Humbert
- Dragoș Nicolae Mădăraș
- Jan-Lennard Struff

Následující hráč postoupil z kvalifikace jako šťastný poražený:
- Mirza Bašić

### Odhlášení
před zahájením turnaje
- Alexandr Bublik → nahradil jej  Fernando Verdasco
- Roberto Carballés Baena → nahradil jej  Dušan Lajović
- Alejandro Davidovich Fokina → nahradil jej  Marc-Andrea Hüsler
- Jack Draper → nahradil jej  Mirza Bašić
- Hubert Hurkacz → nahradil jej  Nuno Borges
- Filip Krajinović → nahradil jej  Mikael Ymer
- Gaël Monfils → nahradil jej  Kamil Majchrzak
- Stan Wawrinka → nahradil jej  Aleksandar Vukic

## Mužská čtyřhra

### Nasazení
| Stát                                                                                  | Hráč             | Stát               | Hráč                 | ATP | Nasazení |
| ------------------------------------------------------------------------------------- | ---------------- | ------------------ | -------------------- | --- | -------- |
| Itálie                                                                                | Simone Bolelli   | Itálie             | Fabio Fognini        | 50. | 1.       |
| Brazílie                                                                              | Rafael Matos     | Španělsko          | David Vega Hernández | 75. | 2.       |
| Portugalsko                                                                           | Francisco Cabral | Spojené království | Jamie Murray         | 77. | 3.       |
| Monako                                                                                | Hugo Nys         | Polsko             | Jan Zieliński        | 84. | 4.       |
| Žebříček ATP k 19. září 2022; číslo je součtem žebříčkového postavení obou členů páru |                  |                    |                      |     |          |

### Jiné formy účasti
Následující páry obdržely divokou kartu do hlavní soutěže:
- Alexandr Donski /  Alexandar Lazarov
- Janaki Milev /  Petr Nestěrov

Následující pár nastoupil z pozice náhradníka:
- Jack Vance /  Jamie Vance

### Odhlášení
před zahájením turnaje
- Alexandr Bublik /  Lorenzo Musetti → nahradili je  Jack Vance /  Jamie Vance
- Roberto Carballés Baena /  Bernabé Zapata Miralles → nahradili je  Marc-Andrea Hüsler /  Bernabé Zapata Miralles

## Přehled finále

### Mužská dvouhra
- Marc-Andrea Hüsler vs.  Holger Rune, 6–4, 7–6(10–8)

### Mužská čtyřhra
- Rafael Matos /  David Vega Hernández vs.  Fabian Fallert /  Oscar Otte, 3–6, 7–5, [10–8]